# أليكس كاستيلانوس (مستشار سياسي)
أليكس كاستيلانوس (بالإنجليزية: Alex Castellanos)‏ هو مستشار سياسي أمريكي، ولد في 1954 في هافانا في كوبا.

## وصلات خارجية
- الموقع الرسمي
- أليكس كاستيلانوس على موقع IMDb (الإنجليزية)